# Un marito da addestrare
Un marito da addestrare (How to Train Your Husband or How to Pick Your Second Husband First) è un film per la televisione del 2018 diretto da Sandra L. Martin.

## Trama
Un marito da addestrare, diretto da Sandra L. Martin, narra la storia di una psicoanalista che si trova ad affrontare le difficoltà del proprio matrimonio. Jillian James (interpretata da Julie Gonzalo) è una terapista matrimoniale di successo e autrice di celebri best seller, molto capace nell’aiutare e sostenere chi attraversa problemi di coppia, pur essendo meno abile nel gestire la propria vita privata. Nonostante la sua carriera proceda a gonfie vele, la relazione coniugale di Jillian sembra andare in pezzi, e lei, temendo il giudizio altrui, preferisce nascondere la realtà e far finta che tutto sia perfetto, fino a quando suo marito Justin (interpretato da Jonathan Chase) non la costringe a confrontarsi con i veri problemi. Quando, un giorno, Justin parte per un lungo viaggio, la migliore amica di Jillian interviene, spronandola ad abbandonare la sua zona di comfort. L’arrivo di un cucciolo a quattro zampe cambierà radicalmente la vita della psicoanalista, che finalmente comprenderà che non è sempre necessario avere il controllo su ogni aspetto della propria esistenza, scoprendo così un nuovo modo di amare e prendersi cura degli altri.

## Distribuzione
Il film è stato distribuito a partire dal 2018.